# Wiktoriański portret bezgłowy

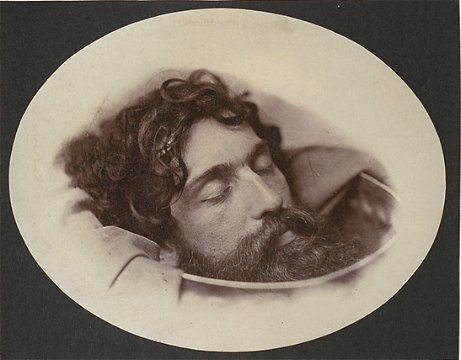
Oscar Gustave Rejlander, Głowa św. Jana Chrzciciela na talerzu (1858)

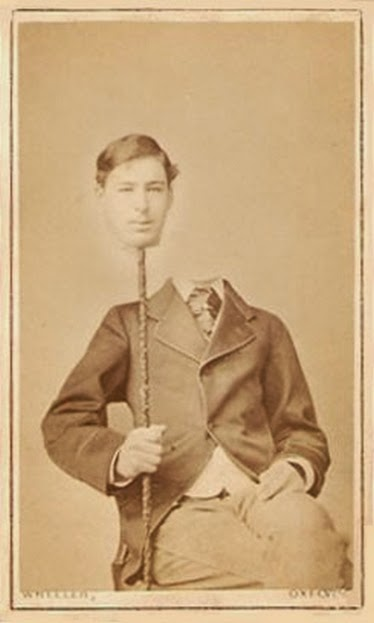
William Henry Wheeler, Bezgłowy portret (1875)

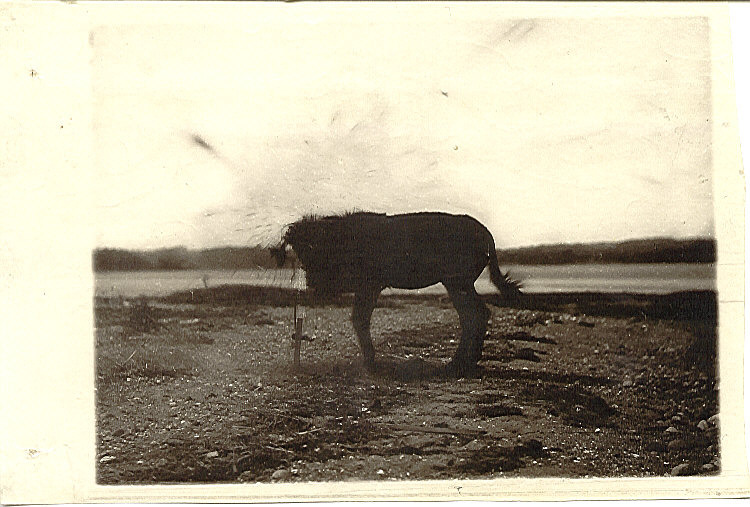
Charles Harper Bennett, Bezgłowy muł (1881)

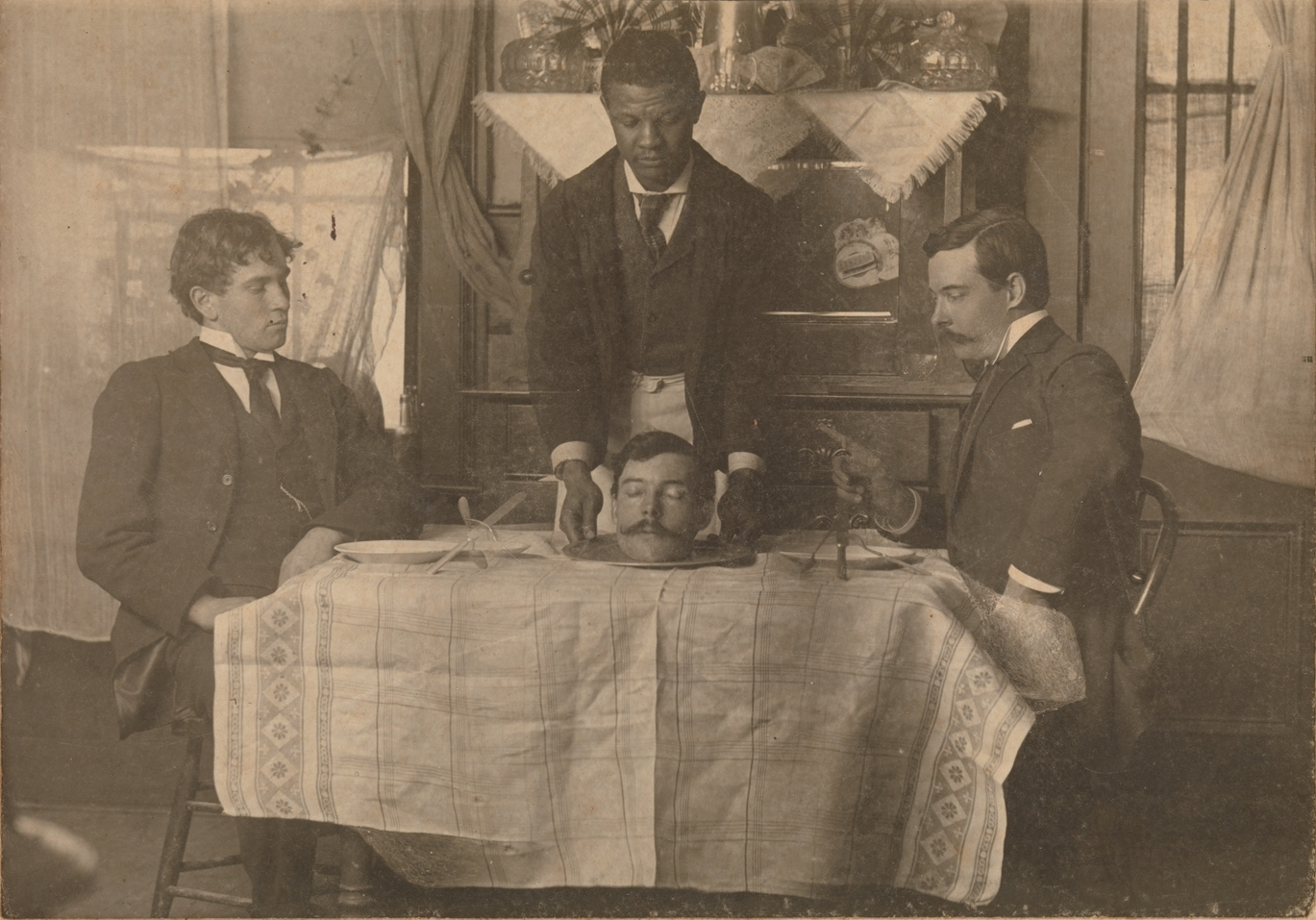
William Robert Bowles, Mężczyzna serwujący głowę na tacy (1900)

Wiktoriański portret bezgłowy (ang. Victorian headless portrait) – gatunek fotografii popularny w Wielkiej Brytanii w drugiej połowie XIX i na początku XX wieku, na których głowa modela jest oddzielona od ciała, często trzymana w dłoniach przez tego modela. Choć gatunek ten zyskał miano „portretów bezgłowych”, to na fotografii zawsze obecna jest głowa, natomiast tułów nie musi być widoczny.

## Powstanie i rozwój gatunku
W połowie XIX wieku urodzony w Szwecji brytyjski fotograf Oscar Gustave Rejlander wymyślił nowy trend – fotografie, na których głowa człowieka jest oddzielona od ciała. Efekt uzyskano poprzez łączenie negatywów poprzez długą, kosztowną i żmudną pracę w laboratorium. 
Jedną z takich udanych fotografii Rejlandera była Głowa św. Jana Chrzciciela na talerzu – odbitka wykonana z dwóch negatywów. Fotografia pochodzi z okresu 1855–1860 (prawdopodobnie około 1858 roku), jedna z jej wersji znajduje się obecnie w zbiorach George Eastman House. Fotografia ta została wymyślona przez Rejlandera jako część kompozycji, której nigdy nie ukończył. W lutym 1869 roku królowa Wielkiej Brytanii Wiktoria kupiła 22 fotografie Rejlandera, w tym tę.
Wielu fotografów, idąc za przykładem Rejlandera, stworzyło podobne obrazy mężczyzn i kobiet z odciętymi głowami osadzonymi w dłoniach, niesionymi przed sobą na talerzu lub trzymanymi za włosy w dłoni. Często ofiara trzyma nóż w drugiej ręce. Zapotrzebowanie na takie fotografie było tak duże, że wielu wiktoriańskich fotografów otwarcie reklamowało ten szczególny rodzaj fotografii i pobierało za nie znaczne pieniądze.

## Bezgłowy muł
Istnieje fotografia bezgłowego zwierzęcia, która wielokrotnie przyciągała uwagę specjalistów historii fotografii. Zdjęcie wykonał brytyjski fotograf Charles Harper Bennett 6 czerwca 1881 roku. Bennett był synem kapelusznika z Surrey i w latach siedemdziesiątych XIX wieku założył firmę sprzedającą sprzęt fotograficzny. W 1878 roku, próbując znaleźć sposób na skrócenie czasu otwarcia migawki, zdał sobie sprawę, że nie ma możliwości przyspieszenia procesu kolodionowego i do natychmiastowego utrwalenia obrazu potrzebny jest radykalnie nowy skład emulsji. W tym czasie inny fotograf, angielski lekarz Richard Leach Maddox, odniósł już sukces w tej dziedzinie, zastępując kolodion  żelatyną. Bennett podjął się ulepszenia metody Maddoxa. Udało mu się skrócić czas otwarcia migawki z kilku sekund do 1/25 sekundy. Następnie zdecydował się zademonstrować technologię, przy czym potrzebował spektakularnego sposobu, aby ogłosić swój sukces. Przywiązał dynamit do szyi muła, zamontował aparat fotograficzny na statywie, a następnie wysadził głowę zwierzęcia. Udało mu się zrobić zdjęcie w momencie, gdy głowa już rozpadała się na kawałki, ale ciało muła wciąż stało, nie mając czasu na upadek. To pokazało szybkość fotografii. Opis eksperymentu i wyniki pracy Bennetta opublikowano w amerykańskim czasopiśmie „Scientific American”. Technologia została pomyślnie wprowadzona, a Bennett otrzymał patent. Prasa krytykowała go za okrucieństwo wobec zwierzęcia. Ponieważ ojciec Bennetta był kapelusznikiem, gazety wykorzystywały sformułowanie „szalony jak kapelusznik” z powieści Alicji w Krainie Czarów autorstwa Lewisa Carrolla. Według innej wersji eksperyment przeprowadzono z inicjatywy generała armii amerykańskiej Henry’ego Larcoma Abbota i kilku innych żołnierzy z bazy Willets Point (Nowy Jork), a fotograf nie miał z nim bezpośredniego kontaktu.

## Popularność i ocena gatunku
Pod koniec XIX wieku popularność bezgłowych portretów rozprzestrzeniła się poza Wielką Brytanię, jednak tam portrety te straciły swój statyczny charakter portretowy i zamieniły się w sceny rodzajowe. Podobne fotografie autorstwa Amerykanina Williama Roberta Bowlesa przetrwały do dziś. Na jednej z nich, wykonanej około 1900 roku, zaprezentowanej po raz pierwszy szerokiej publiczności na wystawie w Metropolitan Museum of Art w 2013 roku, w którego kolekcji znajdowała się przez długi czas, afroamerykański służący serwuje odciętą głowę na śniadanie. Na innej, stworzonej we francuskim studiu fotograficznym Saint Thomas D’Aquin, model żongluje odciętymi głowami.
Badacze twierdzą, że fotografie te stanowią jeden z pierwszych przykładów masowego stosowania fotomontażu. Przez historyków sztuki współczesnej są one zwykle postrzegane jako przejaw specyficznego poczucia humoru epoki wiktoriańskiej. Według innej wersji takie fotografie mogły budzić grozę wśród współczesnych i zostały stworzone właśnie z myślą o takim wpływie.